# Nemanja Petrić
Nemanja Petrić (in serbo Немања Петрић?; Prijepolje, 28 luglio 1987) è un pallavolista serbo, schiacciatore dello Spor Toto.

## Carriera

### Club
La carriera pallavolistica di Nemanja Petrić inizia a livello giovanile nel club della sua città natale, il Fap Livnica. Nella stagione 2005-06, fa il suo esordio da professionista quando debutta nella Superliga serba con la maglia del Mladi Radnik, col quale gioca due annate. Nel 2007 entra a far parte del Budućnost Podgorica, militante nel massimo campionato montenegrino, con cui vince uno scudetto e due coppe nazionali.
Nella stagione 2010-11 passa alla squadra belga dell'Asse-Lennik, in Liga A, mentre nella stagione successiva è in Italia, ingaggiato dalla Sir Safety Perugia, in Serie A2: con il club perugino, a cui resta legato per un triennio, vince il campionato cadetto e partecipa al campionato di Serie A1 nelle due annate successive.
Nella stagione 2014-15 gioca per il Modena, con cui si aggiudica due Coppe Italia, due Supercoppe italiane, premiato inoltre come MVP nel 2016, e lo scudetto 2015-16. Nel campionato 2017-18 si trasferisce in Turchia, dove difende i colori dell'Halkbank, in Efeler Ligi, con cui vince lo scudetto, mentre nel campionato seguente è al Belogor'e, nella Superliga russa, con cui conquista la Challenge Cup 2018-19.
Per la stagione 2019-20 fa ritorno in Superlega, vestendo questa volta la maglia della Powervolley Milano, che lascia già nella stagione successiva, tornando a difendere i colori del Modena.
Dopo un'annata trascorsa nuovamente tra le file del Belogor'e, in Superliga, per il campionato 2022-23 è ancora una volta in Italia con l'Emma Villas, sempre in Superlega, mentre nel campionato seguente torna in Efeler Ligi, indossando la casacca dello Spor Toto.

### Nazionale
Nel 2007 ottiene le prime convocazioni nella nazionale serba, con cui successivamente vince la medaglia di bronzo al campionato europeo 2013. In seguito conquista la medaglia d'argento alla World League 2015 e quella di bronzo al campionato europeo 2017. Nel 2019 si aggiudica la medaglia d'oro al campionato europeo.

## Palmarès

### Club
- Campionato montenegrino: 1

2007-08
- Campionato italiano: 1

2015-16
- Campionato turco: 1

2017-18
- Coppa di Montenegro: 2

2007-08, 2008-09
- Coppa Italia: 2

2014-15, 2015-16
- Coppa di Turchia: 1

2017-18
- Supercoppa italiana: 2

2015, 2016
- Challenge Cup: 1

2018-19

### Nazionale (competizioni minori)
- Memorial Hubert Wagner 2016

### Premi individuali
- 2016 - Supercoppa italiana: MVP